# Eupelmus elegans
Eupelmus elegans is een vliesvleugelig insect uit de familie Eupelmidae. De wetenschappelijke naam is voor het eerst geldig gepubliceerd in 1942 door Blanchard.